# Хай живе Трансатлантичний тунель! Ура!
«Хай живе Трансатлантичний тунель! Ура!» (англ. A Transatlantic Tunnel, Hurrah!, первісна назва англ. Tunnel Through the Deeps) — роман Гаррі Гаррісона у жанрі альтернативної історії, в якому присутні також елементи інших жанрів, включаючи стимпанк, політичний детектив, і т. д. Описувана реальність і мова твору стилізовані під науково-технічну фантастику вікторіанської епохи.

## Сюжет
В альтернативній історії у 1973 році США не існує, а Північна Америка перебуває у складі Британської імперії. До цього призвела низка подій, починаючи з того, що маври виграли битву при Лас-Навас-де-Толосі 16 липня 1212 року. Іспанія через це не змогла об'єднатися і фінансувати експедицію Христофора Колумба в 1492 році. Натомість через кілька років Америку відкрив Джон Кабот, італієць на службі в Англії. Через декілька століть Сполучені Штати програли Війну за незалежність. Джорджа Вашингтона стратили як зрадника Британської імперії, у Франції збереглася монархія, а Німеччина не була об'єднана Бісмарком. В 1970-і через це існує химерний світ: все ще панує вікторіанська естетика й мораль, є поїзди на атомних двигунах, але радіо досі перебуває в зародковому стані, а пошта пересилається міжконтинентальними ракетами. Британія перебуває в холодній війні з Францією та стоїть на порозі економічної кризи, що загрожує поваленням монархії.
Головний герой, капітан Августин Вашингтон, є прямим нащадком Джорджа Вашингтона. Він зустрічається з сером Ісамбардом Брассі-Брюнелем (нащадком інженера Ісамбарда Кіндома Брюнеля), щоб обговорити план поєднати Британські острови з Північною Америкою за допомогою тунелю під дном Атлантичного океану. Це дозволило б швидко переміщувати товари, задовільнити зростаючу потребу Британії в ресурсах, а також сприяло б інвестиціям. Після серії аварій на будівництві, Августина призначають відповідальним за побудову американської частини тунелю разом з містером Макінтошем. Проте Августин і Ісамбард сваряться через залицяння Августина до молодої дочки Ісамбарда, Айрис, та через суперечки щодо інженерних методів. Розробляються дві ідеї: бурити дно океану, або опускати туди секції тунелю. Перший варіант надто повільний, а другий потребує задіяння величезних виробничих потужностей. Августин виступає за другий, оскільки це дасть поштовх розвитку американської економіки. За це його критикують як революціонера.
Зрештою поєднуються обидва підходи: частини тунелю буряться, а частини складають із секцій. Під час робочої подорожі Августин зазнає переслідування французьким шпигуном і його англійським напарником. Потім він для самозахисту вбиває нападника, що виявляється корабельним коком, і шкодує про те, що довелося піти на вбивство. Він оглядає будівництво тунелю та пропонує зробити його вакуумним, а маглевні поїзди рухати за допомогою реактивних двигунів. Для здійснення задуму Августин знайомиться з Артуром Кларком, спеціалістом з ракетної техніки, який надає перевагу механічній машині Беббіджа перед електронними комп'ютерами для розрахунків. При встановленні гнучкого мосту, що поєднує дві частини тунелю на глибині 2 км, гине через землетрус підводний човен. Однак, тунель вдається врешті-решт завершити.
Філософ Юда Мендоза розповідає Августину свої міркування щодо можливого іншого курсу історії, в якому Америка стала незалежною. Августин та Ісамбард миряться до моменту смерті сера Ісамбарда Кіндома, і Августин з Айрис одружуються. Після завершення будівництва тунелю подружжя подорожує між континентами. Американським колоніям, з огляду на їхній економічний розвиток, надається незалежність і вони вступають у політичні відносини з Британією вже як союзники. Капітан Алек Даррел пропонує Августину стати президентом Америки.

## Сприйняття
Критики здебільшого хвалили книгу за її стилізацію під романи XIX століття та цікаві анахронізми.
Так, Морріс Віґґін у «The Sunday Times» писав: «У певному сенсі пан Гаррісон зупинив час; Америка у 1973 році все ще є британською колонією, Британська імперія все ще сильна, аристократи при владі, робітники твердо на своїх місцях. Поєднання вибіркового анахронізму, соціальної ностальгії та технічних дивацтв надає йому власного колориту. Абсолютний абсурд або цілковитий захват — можливо, і те, й інше!». Шуйлер Міллер у «Analog» прокоментував, що роман потішив би Жуля Верна, стиль якого явно наслідує.
Гаррі Гаррісон вважав обкладинку британського видання цього роману найгіршою в усій його бібліографії.